# Alfred Schwarzmann
Alfred Schwarzmann (Fürth, Alemania, 22 de marzo de 1912-Goslar, Alemania, 11 de marzo de 2000) fue un gimnasta artístico alemán, que compitió en las Olimpiadas de Helsinki 1952 consiguiendo cinco medallas, tres de ellas de oro.

## Carrera deportiva
Su mayor gran momento deportivo fueron las Olimpiadas de Berlín de 1936 en las cuales, representando a Alemania Nazi logró un total de cinco medallas: oro en la competición general individual, en equipos y en salto de potro, y bronce en barra fija —tras el finlandés Aleksanteri Saarvala y su compatriota Konrad Frey— y también bronce en barras paralelas, de nuevo tras Konrad Frey y el suizo Michael Reusch.
Posteriormente, representando a Alemania en las Olimpiadas de Helsinki 1952, logró la plata en barra horizontal, tras el suizo Jack Günthard y empatado con otro suizo Josef Stalder.